# Phù thủy tối thượng trong Đa Vũ trụ hỗn loạn
Phù thủy tối thượng trong Đa Vũ trụ hỗn loạn (tựa gốc tiếng Anh: Doctor Strange in the Multiverse of Madness) là một bộ phim siêu anh hùng của Mỹ được công chiếu vào năm 2022, phim dựa trên nhân vật Doctor Strange của Marvel Comics. Bộ phim do Marvel Studios sản xuất và Walt Disney Studios Motion Pictures chịu trách nhiệm phát hành, là phần tiếp theo của Phù thủy tối thượng (2016), đồng thời là phần phim thứ 28 thuộc Vũ trụ Điện ảnh Marvel (MCU). Đạo diễn Sam Raimi đảm nhiệm vai trò đạo diễn với kịch bản được chấp bút bởi biên kịch Michael Waldron. Phim có sự tham gia của Benedict Cumberbatch trong vai Stephen Strange, cùng với Elizabeth Olsen, Chiwetel Ejiofor, Benedict Wong, Xochitl Gomez, Michael Stuhlbarg và Rachel McAdams. Ở phần phim này, Strange phải bảo vệ America Chavez (Gomez), một thiếu niên có khả năng du hành đa vũ trụ, khỏi Wanda Maximoff (Olsen).
Vào tháng 10 năm 2016, Scott Derrickson đạo diễn và đồng biên kịch của phần phim Phù thủy tối thượng đã có kế hoạch cho phần tiếp theo. Đến tháng 12 năm 2018, Ông đã ký một hợp đồng để trở lại với tư cách đạo diễn, cũng trong thời điểm đó, Cumberbatch đã được xác nhận sẽ trở lại trong phim. Tháng 7 năm 2019, tiêu đề của bộ phim đã được công bố cùng với sự tham gia của Olsen, trong khi biên kịch Jade Halley Bartlett được thuê viết kịch bản cho bộ phim vào tháng 10 cùng năm. Tháng 1 năm 2020, Derrickson từ chức đạo diễn với lý do bất đồng quan điểm sáng tạo. Tháng sau, Waldron và Raimi cùng tham gia dự án với vai trò biên kịch và đạo diễn. Bộ đôi này đã thêm các yếu tố của thể loại kinh dị vào bộ phim, điều mà đạo diễn Raimi đã làm tốt ở các bộ phim trước đó của mình, bộ đôi này cùng đã biến Wanda trở thành nhân vật phản diện của bộ phim đồng thời tiếp tục câu chuyện của cô từ loạt phim WandaVision (2021). Quá trình quay phim bắt đầu vào tháng 11 năm 2020 tại Luân Đôn nhưng bị tạm dừng vào tháng 1 năm 2021 do đại dịch COVID-19. Đến tháng 3 năm 2021, công tác sản xuất của bộ phim mới được tiếp tục và kết thúc vào giữa tháng 4 tại Somerset. Công tác quay phim cũng được diễn ra ở Surrey và Los Angeles.
Ngày 2 tháng 5 năm 2022, Phù thủy tối thượng trong Đa Vũ trụ hỗn loạn được công chiếu lần đầu tại Dolby Theatre ở Hollywood và được phát hành tại rạp ở Hoa Kỳ vào ngày 6 tháng 5, bộ phim là một phần trong Giai đoạn Bốn của MCU. Bộ phim đã thu về 955 triệu đô la trên thị trường toàn cầu và trở thành bộ phim có doanh thu cao thứ tư trong năm 2022, đồng thời nhận được đánh giá chung tích cực từ các nhà phê bình, đạo diễn Raimi cùng nhận được lời khen ngợi của giới phê bình về hướng đi mới của bộ phim, cùng với đó là các phân đoạn hành động, hiệu ứng hình ảnh, âm nhạc và màn trình diễn của dàn diễn viên (đặc biệt là Cumberbatch, Olsen và Gomez), mặc dù nhịp của bộ phim đã nhận được một số chỉ trích.

## Nội dung
America Chavez và một phiên bản của Bác sĩ Stephen Strange bị truy đuổi bởi một con quỷ trong không gian giữa các vũ trụ khi đang tìm Cuốn sách Vishanti. Khi Strange bị giết đã khiến Chavez vô tình tạo ra một cánh cổng dịch chuyển khiến cô và xác của Strange bị dịch chuyển đến Earth-616, nơi phiên bản Strange của vũ trụ chính giải cứu Chavez khỏi một con quỷ bạch tuộc với sự giúp đỡ từ Phù thủy tối thượng Wong. Chavez giải thích lý do những con quỷ săn lùng cô là vì cô có sức mạnh để du hành xuyên đa vũ trụ.
Nhận ra chữ phép thuật trên người con quỷ, Strange đã đến nhờ Wanda Maximoff giúp đỡ, chỉ để nhận ra rằng cô chính là người chịu trách nhiệm cho các cuộc tấn công đó. Kể từ khi có được cuốn sách Darkhold và trở thành Scarlet Witch, Wanda tin rằng việc kiểm soát đa vũ trụ bằng sức mạnh của Chavez sẽ cho phép cô đoàn tụ với Billy và Tommy, những đứa trẻ được cô tạo ra bằng phép thuật trong thời gian ở Westview. Khi Strange từ chối đầu hàng và giao nộp Chavez, Wanda tấn công Kamar-Taj, sát hại nhiều phù thủy. Chavez vô tình dịch chuyển bản thân và Strange qua đa vũ trụ từ Earth-616 đến Earth-838. Wanda sử dụng Darkhold để "mộng du", nắm quyền kiểm soát cơ thể một phiên bản khác của cô ấy ở Earth-838, người đang sống một cuộc sống tự do với Billy và Tommy của cô ấy. Một phù thủy sống sót sau cuộc tấn công của Wanda đã hy sinh bản thân để tiêu diệt cuốn sách Darkhold và phá vỡ mộng du. Sau đó Wanda ép Wong dẫn cô đến núi Wundagore, một tàn tích cổ bị cấm, nơi sinh ra Darkhold để có thể tiếp tục sử dụng mộng du.
Trong khi tìm kiếm sự giúp đỡ, Phù thủy tối thượng của Earth-838, Karl Mordo đã bắt được Strange và Chavez, đưa ra trước hội Illuminati, một hội kín bao gồm Mordo, Peggy Carter, Blackagar Boltagon, Maria Rambeau, Reed Richards, và Charles Xavier. Họ cho rằng Strange của mọi vũ trụ đều là một mối nguy với vũ trụ của họ vì trong nỗ lực đánh bại Thanos, Strange của Earth-838 đã liều lĩnh sử dụng cuốn sách Darkhold, việc sử dụng cuốn sách không giúp đánh bại Thanos mà đã vô tình đã gây ra một cuộc "xâm lấn" giữa các vũ trụ dẫn đến một vũ trụ đã bị hủy diệt. hội Illuminati quyết định giết Strange của Earth-838 để ngăn anh ta gây thêm tổn hại và Mordo tin rằng Strange của Earth-616 cũng nguy hiểm tương tự. Trước khi họ có thể đưa ra phán quyết, Wanda thiết lập lại mộng du của mình bằng cách sử dụng sức mạnh tại Núi Wundagore và nhập vào cơ thể một phiên bản khác của cô ấy ở Earth-838. Cô giết tất cả các thành viên Illuminati ngoại trừ Mordo. Strange và Chavez trốn thoát với sự giúp đỡ từ hôn phu cũ Christine Palmer của Strange ở Earth-838, một nhà khoa học làm việc với Illuminati.
Strange, Chavez và Palmer bước vào không gian giữa các vũ trụ để tìm Cuốn sách Vishanti, thứ chống lại sức mạnh của Darkhold nhưng Wanda xuất hiện và phá hủy trang sách cần thiết để chống lại sức mạnh của cô. Sau đó, Wanda bắt và chiếm lấy tâm trí của Chavez, sử dụng sức mạnh của cô để đưa những người khác đến một vũ trụ đang ở bên bờ vực hủy diệt. Trở lại Earth-616, Wanda bắt đầu câu thần chú để lấy sức mạnh của Chavez. Strange đánh bại Sinister Strange, kẻ đã bị biến chất bởi Darkhold trong vũ trụ của anh ta, và sau đó sử dụng Darkhold ở vụ trụ này để mộng du vào xác chết của Defender Strange, người đã đi cùng Chavez trước đó. Với sự giúp đỡ của Wong, Strange cứu Chavez khỏi Wanda và sau đó khích lệ Chavez tin tưởng vào khả năng của mình; Chavez đưa Wanda đến Earth-838, nơi cô thấy Billy và Tommy đang giật mình vừa sợ hãi vừa van khóc đòi mẹ ruột của chúng. Wanda mủi lòng và sử dụng sức mạnh của mình để phá hủy Núi Wundagore, phá hủy tất cả các bản sao của Darkhold trên khắp đa vũ trụ và dường như hy sinh bản thân trong quá trình này. Trước khi Palmer quay trở lại Earth-838, Strange nói với cô rằng anh vẫn yêu Palmer trong mọi vũ trụ.
Một thời gian sau, thiệt hại mà Wanda gây ra cho Kamar-Taj được sửa chữa khi các phù thủy sống sót tiếp tục đào tạo các thế hệ mới, với sự tham gia của Chavez. Strange khai phá sức mạnh con mắt thứ ba do sử dụng Darkhold. Trong cảnh mid-credit, Strange được tiếp cận bởi một phù thủy, người đã cảnh báo anh rằng hành động của anh đã gây ra một sự xâm lấn mà anh phải giúp sửa chữa. Strange theo chân cô ấy vào Dark Dimension. Và trong post-credit là cảnh một bán hàng của một quầy bán đồ ăn ở Earth-838 có tên là Pizza Poppa được giải thoát khỏi phép thuật.

## Diễn viên

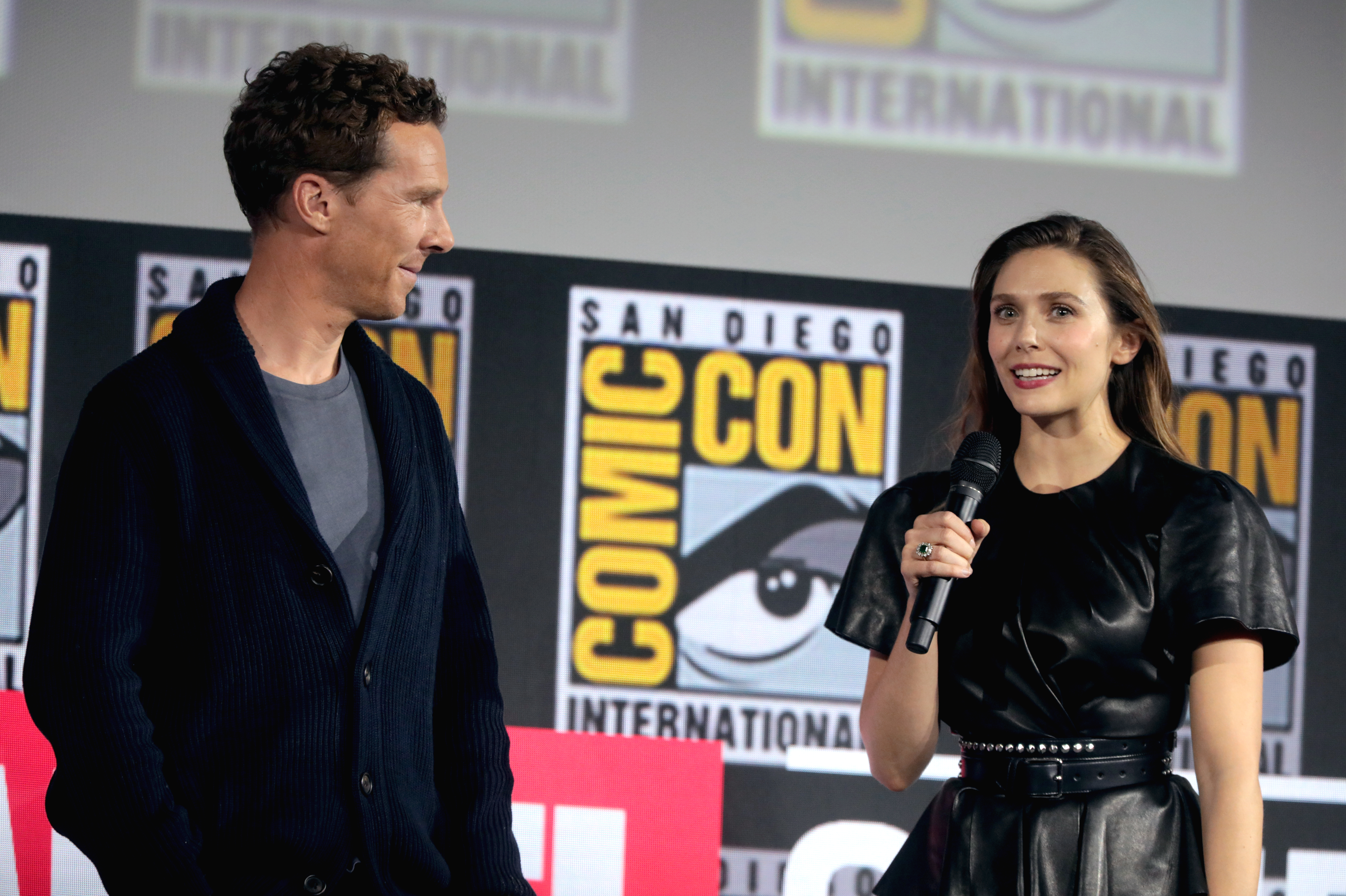
Cumberbatch và Olsen công bố bộ phim tại San Diego Comic-Con 2019.

- Benedict Cumberbatch trong vai Bác sĩ Stephen Strange:

Một bác sĩ giải phẫu thần kinh đã trở thành Pháp sư sau một tai nạn xe hơi kết thúc sự nghiệp. Nhà văn Michael Waldron so sánh Strange với Indiana Jones như một anh hùng có thể "ăn miếng trả miếng" nhưng với trí tuệ của đầu bếp Anthony Bourdain, và nói thêm anh là một "anh hùng phiêu lưu tuyệt vời mà bạn chỉ thích xem kick ass". Waldron cũng hy vọng khám phá những sự kiện mà Strange đã trải qua trong các lần xuất hiện MCU trước đây sẽ có ảnh hưởng gì đến anh ấy. Cumberbatch đồng thời thủ vai ba phiên bản khác của nhân vật: một phiên bản dường như dựa trên phiên bản của nhân vật trong loạt truyện tranh Defenders năm 2011 - Defender Strange; cựu phù thủy tối thượng của Earth-838, người thành lập Illuminati - Supreme Strange; và một phiên bản đã bị tha hóa bởi Darkhold - Sinister Strange.
- Elizabeth Olsen trong vai Wanda Maximoff / Scarlet Witch:

Một cựu Avenger, người có thể khai thác ma thuật hỗn mang, có khả năng thao túng và điều khiển từ xa, thay đổi thực tại. Bộ phim tiếp tục "quyền sở hữu của Wanda đối với những gì làm cho cô ấy trở nên độc đáo và trách nhiệm giải trình về kinh nghiệm cuộc sống của cô ấy" đã bắt đầu trong loạt phim WandaVision (2021), với một ví dụ về điều này là sự trở lại giọng nói đúng hơn với di sản Sokovian của cô ấy sau khi một số bộ phim MCU trước đó đã chuyển sang phiên bản Mỹ hóa. Olsen phần lớn không biết về câu chuyện Đa vũ trụ hỗn loạn trong khi quay WandaVision và cố gắng đảm bảo vai trò của Wanda trong phim tôn vinh các sự kiện của loạt phim hơn là để loạt phim bị ảnh hưởng bởi bộ phim. Olsen còn đóng vai bản sao của nhân vật ở Earth-838.
- Chiwetel Ejiofor trong vai Karl Mordo: Phù thủy tối thượng của Earth-838 và là một thành viên của Illuminati. Anh ta là một phiên bản khác của cố vấn và sau đó trở thành kẻ thù của Strange vì cho rằng anh là kẻ phá luật tự nhiên, thứ mà Mordo tuân theo máy móc.[20]
- Benedict Wong trong vai Wong: Phù thủy tối thượng của MCU (Earth-616) và vừa là cố vấn vừa là bạn của Strange.[21][22]
- Xochitl Gomez vai America Chavez:

Một thiếu niên có khả năng du hành giữa các chiều không gian bằng cách đấm để mở cổng dịch chuyển. Cô ấy đến từ một vũ trụ khác được gọi là Utopian Parallel. Giám đốc sản xuất và phát triển của Marvel Studios, Richie Palmer nói rằng sức mạnh của Chavez đang "làm điên đảo" Strange và Wong vì họ chưa bao giờ chạm trán với bất kỳ ai có khả năng đó và nhiệm vụ của họ là bảo vệ các rào cản chiều không gian. Gomez nói rằng "mọi thứ đang diễn ra hoàn toàn sai lầm" đối với Chavez trong phim khi cô ấy đang "chạy trốn khỏi sự độc đáo của mình cho đến khi cô ấy học cách chấp nhận nó".
- Michael Stuhlbarg trong vai Nicodemus West: Một bác sĩ phẫu thuật và là đồng nghiệp cũ của Strange.[25]
- Rachel McAdams trong vai Christine Palmer:

Một bác sĩ phẫu thuật khẩn cấp từng là đồng nghiệp và người yêu của Strange. Phim khám phá quyết định của Strange vào cuối Phù thủy tối thượng (2016) để bảo vệ New York Sanctum và không ở bên Palmer, mặc dù vẫn còn tình cảm với cô ấy và biết rằng có thể hối hận về quyết định đó, cùng với việc đối mặc với Palmer sắp kết hôn với người khác. McAdams cũng miêu tả bản sao ở Earth-838 của nhân vật, một nhân viên của Baxter Foundation và là người tình cũ của Strange trong thực tại đó.
Ngoài Mordo, Illuminati của Earth-838 bao gồm Patrick Stewart trong vai Charles Xavier / Giáo sư X, thủ lĩnh của nhóm Illuminati, khắc họa một phiên bản khác của nhân vật mà ông đã từng đóng trong loạt phim X-Men của 20th Century Fox; Hayley Atwell trong vai Peggy Carter / Captain Carter, sau khi lồng tiếng cho một phiên bản tương tự của nhân vật trong loạt phim hoạt hình What If...? (2021); Lashana Lynch trong vai Maria Rambeau / Captain Marvel, một phiên bản khác của nhân vật trong Captain Marvel (2019); Anson Mount trong vai Blackagar Boltagon / Black Bolt, một phiên bản khác của nhân vật mà anh ấy đã từng đóng trong loạt phim Inhumans (2017) của Marvel trên đài truyền hình ABC; và John Krasinski trong vai Reed Richards / Mister Fantastic, một thành viên của nhóm Fantastic Four. Julian Hilliard và Jett Klyne thể hiện lại vai trò tương ứng của họ từ WandaVision với tư cách là con trai của Wanda, Billy và Tommy. Topo Wresniwiro đảm nhận vai Hamir, một Bậc thầy về Nghệ thuật Thần bí, từ bộ phim đầu tiên. Cũng xuất hiện trong phim là Sheila Atim trong vai Sarah, một Bậc thầy về Nghệ thuật Thần bí; Adam Hugill trong vai Rintrah, một nhân ngưu đến từ R'Vaal đang là học viên tại Kamar-Taj; và sinh vật Gargantos, được thiết kế theo Shuma-Gorath. Ross Marquand lồng tiếng cho người máy không người lái Ultron xuất hiện ở Earth-838. Marquand trước đây đã lồng tiếng cho một phiên bản khác của Ultron trong What If ...?, thay thế cho James Spader, người đã thể hiện Ultron ở Earth-616 trong Avengers: Đế chế Ultron (2015). Charlize Theron xuất hiện trong vai Clea trong cảnh mid-credit, trong khi nhà biên kịch Michael Waldron đóng vai khách mời trong cảnh đám cưới của Christine. Bruce Campbell, cộng tác thường xuyên với đạo diễn Sam Raimi, xuất hiện hai lần với tư cách là một bán hàng của một quầy bán đồ ăn ở Earth-838 có tên là Pizza Poppa, cả trong bộ phim và cảnh post-credit của phim.

## Sản xuất

### Phát triển
Vào tháng 4 năm 2016, đồng biên kịch của Phù thủy tối thượng (2016) C. Robert Cargill đã công bố rằng Marvel Studios cảm thấy có một số ý tưởng ban đầu cho bộ phim từ ông và đạo diễn Scott Derrickson, điều đó làm nổi bật quá nhiều "điều kỳ lạ" liên quan đến nhân vật truyện tranh Doctor Strange nhưng phía Studios đã yêu cầu bộ đôi nên giữ lại cho những bộ phim tiềm năng trong tương lai. Tháng 10 cùng năm, Derrickson tiết lộ rằng ông đã có kế hoạch cho phần tiếp theo đồng thời bày tỏ tình cảm của ông đối với nhân vật. Derrickson cho biết phần phim đầu tiên là "một phần nổi của tảng băng trôi. Có rất nhiều sự phát triển có thể đạt được." Ông muốn học hỏi từ Kỵ sĩ bóng đêm (2008) và giới thiệu một nhân vật phản diện trong phần sau có thể cho phép họ "đi sâu vào trải nghiệm nội tâm nhân vật hơn". Diễn viên Benedict Cumberbatch đã ký hợp đồng với ít nhất một bộ phim khác về Doctor Strange. Derrickson bày tỏ sự hào hứng với việc giới thiệu nhân vật phản diện Nightmare và khám phá thêm về các nhân vật Jonathan Pangborn và Hamir sau những vai diễn nhỏ của họ trong bộ phim đầu tiên. Ông cũng giải thích rằng đã nắm được điểm chung về cách mà 4 phần phim Avengers sử dụng nhân vật này từ mối quan hệ thân thiết của ông với Joe Russo — đồng đạo diễn của Avengers: Cuộc chiến vô cực (2018), Avengers: Hồi kết (2019) và từ Chủ tịch Marvel Studios Kevin Feige. Jon Spaihts, đồng biên kịch của Phù thủy tối thượng, bày tỏ quan tâm khi thấy nhân vật Clea xuất hiện trong phần tiếp theo. Vào tháng 4 năm 2017, Derrickson được cho là sẽ trở lại cho phần tiếp theo, bắt đầu công việc sau khi hoàn thành các cam kết của mình với bộ phim truyền hình Locke & Key.
—Giám đốc sản xuất và phát triển của Marvel Studios, Richie Palmer nói về ý nghĩa của tiêu đề phim.
Đến tháng 12 năm 2018, Derrickson đã âm thầm hoàn tất thỏa thuận đạo diễn phần tiếp theo, với Cumberbatch, Benedict Wong và Rachel McAdams đảm nhận các vai tương ứng của họ là Bác sĩ Stephen Strange, Wong và Christine Palmer. Marvel đang bắt đầu tìm kiếm một biên kịch, theo tờ The Hollywood Reporter nói rằng kịch bản sẽ được viết trong suốt năm 2019 để bắt đầu quay phim theo kế hoạch vào đầu năm 2020 và khả năng sẽ phát hành vào tháng 5 năm 2021. Đến tháng 7 năm 2019 tại sự kiện San Diego Comic-Con, Feige và Derrickson chính thức công bố tựa đề phần tiếp theo là Phù thủy tối thượng trong Đa Vũ trụ hỗn loạn và xác nhận ngày phát hành là 7 tháng 5 năm 2021. Derrickson cho biết anh ấy muốn phần tiếp theo là bộ phim đáng sợ đầu tiên của Vũ trụ Điện ảnh Marvel (MCU) và khám phá nhiều yếu tố gothic và kinh dị từ truyện tranh hơn phần đầu tiên. Feige tiết lộ rằng những sự kiện trong loạt phim WandaVision (2021) trên nền tảng Disney+ sẽ dẫn trực tiếp  đến bộ phim, với sự tham gia ngôi sao của loạt phim đó Elizabeth Olsen đảm nhận vai Wanda Maximoff / Scarlet Witch trong phim. Đa Vũ trụ hỗn loạn cũng tiếp tục các sự kiện từ bộ phim Người Nhện: Không còn nhà (2021), trong đó Cumberbatch đóng vai chính Strange. Sau khi phát hành tập cuối mùa đầu tiên của loạt phim Loki (2021), Tom Hiddleston được cho là sẽ trở lại vai Loki trong Đa vũ trụ Hỗn Loạn nhưng cuối cùng đã không xuất hiện.

### Quay phim
Giai đoạn quay phim chính bắt đầu vào ngày 4 tháng 11 năm 2020 tại London, dưới biệt danh Stellar Vortex. Nữ diễn viên Elizabeth Olsen bắt đầu đi quay phim từ ngày 25 cùng tháng, song song với phim WandaVision. Tháng 12, Rachel McAdams chính thức trở lại trường quay với vai Palmer. Tháng 1 năm 2021, Olsen cho biết dự án phim đang tạm ngưng do diễn biến phức tạp của dịch Covid-19 ở Anh. Phim cũng sẽ ghi hình ở New York và Los Angeles.

## Âm nhạc
Nhà soạn nhạc của Phù thủy tối thượng Michael Giacchino dự kiến sẽ trở lại với phần tiếp theo vào tháng 10 năm 2019, khi Derrickson được chỉ định làm đạo diễn. Sau khi Raimi thay thế trở thành đạo diễn, Danny Elfman được lựa chọn làm nhà soạn nhạc cho bộ phim. Đến tháng 2 năm 2021, Elfman đã bắt đầu làm việc về âm nhạc để sử dụng trong quá trình quay phim. Ngày 4 tháng 5 năm 2022, Album nhạc phim đã được phát hành vào.

## Quảng bá
Đoạn teaser trailer cho bộ phim đã xuất hiện trong phần post-credit của Người Nhện: Không còn nhà, trước khi được phát hành trực tuyến vào ngày 22 tháng 12 năm 2021. Sản phẩm đi kèm bộ phim bắt đầu có mặt trên thị trường từ tháng 12 năm 2021 với việc tiết lộ các nhân vật sẽ xuất hiện bộ phim.

## Phát hành
Ngày 2 tháng 5 năm 2022, Phù thủy tối thượng trong Đa Vũ trụ hỗn loạn đã tổ chức buổi công chiếu ra mắt thế giới tại Dolby Theatre ở Hollywood. Bộ phim được phát hành tại Vương quốc Anh vào ngày 5 tháng 5 năm 2022 và ở Hoa Kỳ vào ngày 6 tháng 5 ở các định đạng 4DX, RealD 3D, IMAX, Dolby Cinema, ScreenX và Superscreen. Trước đó, phim đã được lên kế hoạch ra rạp vào ngày 7 tháng 5 năm 2021, rồi bị lùi tới ngày 5 tháng 11 năm 2021, rồi tiếp tục bị lùi đến ngày 25 tháng 3 năm 2022 do ảnh hưởng của Đại dịch COVID-19, trước khi phim tiếp tục được chuyển sang ngày 25 tháng 3 năm 2022, sau khi Sony dời lịch chiếu Người Nhện: Không còn nhà sang tháng 11 năm 2021. Vào tháng 10 năm 2021, phim được chuyển một lần nữa sang ngày tháng 5 năm 2022. Bộ phim là một phần của Giai đoạn Bốn của MCU.